# Bassie & Adriaan: Liedjes uit Grootmoeders Tijd
Bassie & Adriaan: Liedjes uit Grootmoeders Tijd (1995-1996) is de tiende en laatste televisieserie van Bassie & Adriaan.

## Verhaal
In deze serie worden Bassie en Adriaan gevolgd op hun reis door heel Nederland, bij het zingen van klassieke kinderliedjes. In deze educatieve en informatieve serie, maar tegelijkertijd op speelse en herkenbare wijze, gaan de clown en de acrobaat onder begeleiding van een kinderdansgroep en -koor langs de Keukenhof bij Lisse, het Openluchtmuseum in Arnhem, het Autotron te Rosmalen, Walibi Flevo (Six Flags Holland / Walibi World / Walibi Holland) in Biddinghuizen, het Zuiderzeemuseum te Enkhuizen en Madurodam in Den Haag.

## Achtergrond
Na De reis vol verrassingen waren Bas en Aad van Toor van mening dat ze het maken van een grote avonturenserie fysiek niet meer konden volbrengen en wilden een eventueel financieel verlies voorkomen, wat al bijna gebeurde toen Bas van Toor tijdens de opnames in Curaçao zijn enkel brak. Hiernaast kreeg Bas van Toor last van een versleten heup.
Toch was er nog steeds grote vraag naar een nieuwe televisieserie. Zo kwam Aad van Toor op het idee om een korte liedjesserie in Nederland te maken met liedjes uit grootmoeders tijd. Er werden drie afleveringen (van elk ongeveer 23 minuten) gemaakt. De nieuwe aangestelde TROS-directeur Paul Römer was in eerste instantie niet enthousiast over deze serie, in tegenstelling tot de kijkers. De TROS nam maar twee van de drie afleveringen aan. Op verzoek van de kijkers werden de twee afleveringen binnen een maand herhaald. Een jaar later, in augustus 1996, besloot de TROS toch ook de derde aflevering uit te zenden en werd de serie succesvol op video in twee delen uitgebracht in december 1996. Er werden 200.000 exemplaren verkocht, wat zorgde voor een platina video award.
De serie Liedjes uit Grootmoeders Tijd ontbreekt in de jubileumbox Bassie & Adriaan - 35 jaar op TV uit 2012. In 2012 verscheen deze versie op Youtube op het officiële account van het duo.

## Personages en acteurs
| Personage | Acteur         |
| --------- | -------------- |
| Bassie    | Bas van Toor   |
| Adriaan   | Aad van Toor   |
| Dove boer | Hans van Soest |
| Jager     | Huug Rosman    |

## Afleveringen
| Nr. | Titel Aflevering       | Uitzenddatum     |
| --- | ---------------------- | ---------------- |
| 1   | Rijden in een Wagentje | 1 september 1995 |
| 2   | Wie gaat er mee?       | 8 september 1995 |
| 3   | Ozewiezewo             | 11 augustus 1996 |

Speciaal voor De Bassie en Adriaan 24 uurs-marathon op 31 december 2003 zijn van deze drie afleveringen een aantal liedjes opgesplitst in 10 korte afleveringen van elk ongeveer 5 minuten. De afleveringen werden toen tussen de grote series door uitgezonden. De korte afleveringen bevat een ietwat aangepast leaderfilmpje.
| Nr. | Titel Aflevering                 | Uitzenddatum     |
| --- | -------------------------------- | ---------------- |
| 1   | Klein klein kleutertje           | 31 december 2003 |
| 2   | Roodkapje                        | 31 december 2003 |
| 3   | Er zat een aapje                 | 31 december 2003 |
| 4   | Wie gaat er mee?                 | 31 december 2003 |
| 5   | Altijd is Kortjakje ziek         | 31 december 2003 |
| 6   | 2 Emmertjes water                | 31 december 2003 |
| 7   | Boer wat zeg je van me kippen?   | 31 december 2003 |
| 8   | 2 In een groen groen knollenland | 31 december 2003 |
| 9   | Hop Marjanneke                   | 31 december 2003 |
| 10  | Jutekei sasa                     | 31 december 2003 |

## Liedjes

### Aflevering 1
- Hallo vriendjes en vriendinnetjes
- Altijd is Kortjakje ziek
- Moriaantje zo zwart als roet
- Roodborstje tikt tegen 't venstertje aan
- Iene miene mutte
- Twee emmertjes water halen
- Op een grote paddenstoel
- Boer, wat zeg je van mijn kippen?
- Ben je boos?
- In Den Haag daar woont een graaf
- Drie kleine kleutertjes
- In een groen knolleland
- Draai het wieletje nog eens rond
- Wat doet het koetje?
- Klikspaan boterspaan
- Hop Marjanneke
- Schipper mag ik overvaren?
- In Holland staat een huis
- Mooi ietje fietje
- Rijden in een wagentje

### Aflevering 2
- Hallo vriendjes en vriendinnetjes
- Klein klein kleutertje
- Ik zou zo graag een ketting rijgen
- Wie weet waar Willem Wever woont?
- Itje Witje
- Zagen, zagen
- Roodkapje
- Hannes loopt op klompen
- 'k Moet dwalen
- Er zat een aapje op een stokje
- Katje, poesje Nelletje
- Toen onze Mop een Mopje was
- Alles in de wind
- Wie gaat er mee?
- Alle eendjes zwemmen in het water
- Ik stond laatst voor een poppenkraam
- Jutekei Sasa
- Berend Botje
- Varen over de baren

### Aflevering 3
- Hallo vriendjes en vriendinnetjes
- Ik zag twee beren, broodjes smeren
- 1, 2, 3, 4 hoedje van papier
- Ozewiezewo
- Op de grote stille heide
- Tussen Keulen en Parijs
- Jan mijne man wou ruiter worden
- Kaatje ben je boven?
- Groene zwanen, witte zwanen
- Schuitje varen, theetje drinken
- Het regent, het regent
- Poesje mauw
- 'k Heb m'n wagen volgeladen
- Op de Bibelebonse berg
- Groen is 't gras
- Zeg ken jij de mosselman?
- Tik tak tol
- Er zaten zeven kikkertjes
- Het regent op de brug
- De zevensprong
- Jan Huygen in de ton
- Dag vriendjes en vriendinnetjes

## Achtergrondmuziek
- Aad van Toor
- W. Klaris
- Bert Smorenburg (nabewerking 2001)

Van 1995 tot en met 2000 werd de serie uitgezonden en uitgebracht met de originele leadermuziek van Aad Klaris. In 2001 kwam de dvd-compilatie met de intro en outro van Bert Smorenburg (zelfde tekst, andere compositie). Alle overige muziek (het merendeel van de totale productie) werd geproduceerd door W. Klaris.

## Uitgave

### Beelddragers
Onder andere:
| Uitgave           | Informatie                                                                                                |
| ----------------- | --- |
| ARCADE, 1996, VHS | Uitgave op twee los uitgebrachte videobanden. Compilatie, mist één scène.                                 |
| ARCADE, 1996, VHS | Dubbelbox.                                                                                                |
| ARCADE, 2000, dvd | Eerste uitgave op dvd                                                                                     |
| BRIDGE, 2000, dvd | Dezelfde uitgave als de Arcade-versie maar heeft op de doos een Bridge-logo in plaats van een Arcade-logo |
| BRIDGE, 2000, VHS | Heruitgave 1996 als dubbelbox.                                                                            |
| BRIDGE, 2001, VHS | Heruitgave 1996 op twee los uitgebrachte videobanden.                                                     |
| BRIDGE, 2001, VHS | Heruitgave 1996, ditmaal op één videoband.                                                                |
| BRIDGE, 2001, dvd | De serie ditmaal op één dvd, mist drie scènes. In 2005 en 2015 opnieuw uitgebracht.                       |

De complete serie van drie afleveringen is nog nooit uitgebracht op video of dvd; de eerdere uitgaves betreffen een compilatie.
De meeste van de ontbrekende scènes staan wel op de VHS-uitgave. Opvallend is dat de dvd juist weer een scène bevat die níet op deze VHS-uitgave staat. De intro's en outro's van aflevering 1 en 2 werden op de videobanden deel 1 en 2 gebruikt. De outro van aflevering 3 staat alleen op de dvd, terwijl in deze uitgave juist weer de intro van aflevering 2 en beide outro's van de eerste twee afleveringen ontbreken. De intro van aflevering 3 is daarentegen niet te zien op zowel de VHS-uitgave als de dvd.

### Geluidsdragers
Ook is de soundtrack uitgebracht. Dit betreft onder anderen:
| Uitgave                         | Informatie                      |
| ------------------------------- | ------------------------------- |
| Deel 1, CNR Music, 1994, cd     | Met leader van Aad Klaris.      |
| Deel 2*, CNR Music, 1995, cd    | Met leader van Aad Klaris.      |
| Deel 1, CNR Music, 1994, mc     | Met leader van Aad Klaris.      |
| Deel 2*, CNR Music, 1995, mc    | Met leader van Aad Klaris.      |
| Deel 1, Bridge Music, 2001, cd  | Met leader van Bert Smorenburg. |
| Deel 2*, Bridge Music, 2001, cd | Met leader van Bert Smorenburg. |
| Deel 1, Bridge Music, 2001, mc  | Met leader van Bert Smorenburg. |
| Deel 2*, Bridge Music, 2001, mc | Met leader van Bert Smorenburg. |

* Ook uitgebracht is een uitgave met nog eens 60 extra klassieke kinderliedjes. Deze kwamen niet voor in het gelijknamige televisieseizoen. Tevens zijn er bundels verkrijgbaar met zowel deel 1 als deel 2. De muziek is afkomstig van W. van Kooij.